# Универзитет Рајс
Универзитет Вилијам Марш Рајс (енгл. William Marsh Rice University), познат као Универзитет Рајс (енгл. Rice University), је приватни универзитет у Хјустону. Основан је 1912. године, а назив је добио по предузетнику Вилијаму Маршу Рајсу.